# Liste der Monuments historiques in Sault-Saint-Remy
Die Liste der Monuments historiques in Sault-Saint-Remy führt die Monuments historiques in der französischen Gemeinde Sault-Saint-Remy auf.

## Liste der Objekte
| Bezeichnung                | Beschreibung                                   | Standort                     | Kennzeichnung | Schutzstatus | Datum | Bild |
| -------------------------- | ---------------------------------------------- | ---------------------------- | ------------- | ------------ | ----- | ---- |
| Büste Heiliger Remigius    | Stein, 16. Jahrhundert                         | in der Kirche St-Rémi (Lage) | PM08000502    | Classé       | 1961  |      |
| Skulptur Heiliger Remigius | Holz, farbig gefasst, 18. Jahrhundert          | in der Kirche St-Rémi (Lage) | PM08000504    | Classé       | 1966  |      |
| Büste Heiliger Pius        | Holz, farbig gefasst, 18. oder 19. Jahrhundert | in der Kirche St-Rémi (Lage) | PM08000503    | Classé       | 1966  |      |